# Lora del Río
Pour les articles homonymes, voir Lora.
Lora del Río est une commune située dans la province de Séville de la communauté autonome d’Andalousie en Espagne.

## Histoire
Le château de Lora fut donné en 1241 aux Hospitaliers dans le cadre de la Reconquista, à la suite de la conquête de Cordoue par Ferdinand III de Castille avec le soutien des principaux ordres militaires.

### Les Hospitaliers
Lora del Río fait alors partie du grand prieuré de Castille et León au sein de la langue d'Espagne. La commanderie de Lora devint ensuite une chambre prieurale dépendant directement du grand prieur puis fut détachée du prieuré au moment de la création de la commanderie d'Alcolea del Río. On parle alors de baillie de Lora.

## Administration
| Période                                  | Période | Identité | Étiquette | Qualité |
| ---------------------------------------- | ------- | -------- | --------- | ------- |
| N/A                                      | N/A     | N/A      | N/A       | Maire   |
| Les données manquantes sont à compléter. |         |          |           |         |

## Crédit d'auteurs
- (es) Cet article est partiellement ou en totalité issu de l’article de Wikipédia en espagnol intitulé « Lora del Río » (voir la liste des auteurs).